# Helicopsyche koghiensis
Helicopsyche koghiensis là một loài Trichoptera trong họ Helicopsychidae. Chúng phân bố ở miền Australasia.